# Matías Sánchez (voetballer)
Matías Ariel Sánchez (Temperley, 18 augustus 1987) is een Argentijns voetballer die als middnevelder speelt. 

## Clubcarrière
Sánchez stroomde via de jeugd van Racing Club de Avellaneda door naar het eerste team. Op 5 maart 2006 maakte hij tegen Boca Juniors zijn debuut. In 2008 vertrok hij naar Estudiantes waarmee hij in 2009 de Copa Libertadores won. Op 8 februari 2013 tekende Sánchez bij het Amerikaanse Columbus Crew. Op 9 maart 2013 maakte hij tegen Vancouver Whitecaps zijn debuut voor The Crew. Sánchez verliet Columbus Crew al na één seizoen. In februari van 2014 tekende hij vervolgens bij het Argentijnse Arsenal de Sarandí. Op 15 februari 2014 maakte hij tegen Vélez Sarsfield zijn debuut. Op 10 september 2014 tekende hij bij het Griekse Levadiakos. Hij maakte zijn competitiedebuut op 19 oktober 2014 in een met 2-1 verloren wedstrijd tegen PAE Veria. Op 11 februari 2015 ging hij naar het Argentijnse Unión de Santa Fe en in januari 2016 naar CA Temperley.

## Interlandcarrière
Sánchez was deel van de Argentijnse O-20 voetbalselectie dat in 2007 het WK voor spelers O-20 in Canada won. 